# Далалі Кафуму
Доктор Далалі Пітер Кафуму (народився 4 серпня 1957 року) —  танзанійський політик СКК та член парламенту Ігунгського округу 2011 року.

## Ранні роки життя та освіта
Кафуму народився 4 серпня 1957 року в селі Ітумба в районі Ігунга. Він навчався в Ітумбійскій школі для початкової освіти та середній школі "Міламбо". Відвідував середню школу "Мквава" для отримання середньої освіти поглибленого рівня. Кафуму здобув ступінь бакалавра геології в університеті "Дар-ес-Салама" в 1983 році; а в 1987 р. Кафуму здобув ступінь аспіранта в університеті "Дар-ес-Салама". Він також навчався на аспіранта з галузі розвідки корисних копалин в Інституті аерокосмічної науки в Делфті, Нідерланди в 1991 році. Потім здобув ступінь магістра і доктора геологічних наук в Vrije Universiteit Brussel (Вільний університет Брюсселя), здобутий у 1995 та 2000 роках.

## Кар'єра
Кафуму народився 4 серпня 1957 року в селі Ітумба в районі Ігунга. Він навчався в Ітумбійскій школі для початкової освіти та середній школі "Міламбо". Відвідував середню школу "Мквава" для отримання середньої освіти поглибленого рівня. Кафуму здобув ступінь бакалавра геології в університеті "Дар-ес-Салама" в 1983 році; а в 1987 р. Кафуму здобув ступінь аспіранта в університеті "Дар-ес-Салама". Він також навчався на аспіранта з галузі розвідки корисних копалин в  Інституті аерокосмічної науки рланди в 1991 році. Потім здобув ступінь магістра і доктора геологічних наук в Vrije Universiteit Brussel (Вільний університет Брюсселя), здобутий у 1995 та 2000 роках.

### Уповноважена особа з питань корисних копалин
Він працював в Геологічній службі Танзанії економічним геологом, відповідальним за розвідку корисних копалин та оцінку проєктів гірничих робіт, картографування та управління навколишнім середовищем з 1983 по 1986 рік. Він став віце-директором Інституту мінеральних ресурсів між 1986 і 1988 роками і повернувся до Геологічної служби Танзанії на посаду геолога з розвідки корисних копалин до 2002 року. З 2002 по 2004 рік  працював керівником відділу популяризації та статистики в Міністерстві енергетики та мінералів, відповідальним за стимулювання інвестицій у видобувні галузі Танзанії. У 2004 році він став співробітником з питань комунікації Міністерства енергетики та корисних копалин, відповідаючи за управління урядовими зв'язками із зацікавленими сторонами, партнерами та громадськістю. У жовтні 2006 року був призначений Уповноваженою особою з питань корисних копалин у країні для управління швидкозростаючим мінеральним сектором, займаючи цю посаду до серпня 2011 року, коли став депутатом парламенту.

### Політична кар’єра
Він став Уповноваженою особою з питань корисних копалин в Танзанії на 6 років, керуючи мінеральним сектором Танзанії, відповідно до Політики щодо мінеральної сировини Танзанії 2009 року та Закону "Про гірничодобувну промисловість" та його положень 2010 року. Доктор Кафуму відповідав за видачу ліцензій на розвідку, регулювання та управління шахтами та вирішення суперечок щодо гірничих робіт, дотримуючись урядових процедур та протоколів. Будучи Уповноваженою особою з питань корисних копалин, він набув широких знань про те, як добувна промисловість (зокрема нафта, газ та мінерали) функціонує в Танзанії. Сюди входять політика та статути, які регулюють видобувні галузі; програми, що реалізуються для розвитку енергетичного та мінерального секторів; а також виклики, що виникають при здійсненні управління, підзвітності та прозорості у видобувних галузях у просуванні інвестиційних можливостей у країні. Він відповідав за створення Ініціативи прозорості добувної промисловості TEITI в Танзанії з моменту її заснування у 2008 році і з гордістю вважає TEITI одним із своїх спадків. В рамках робочої групи TEITI він набув знань, навичок та розуміння процесів і діяльності ІПВГ. Кафуму також був головним у наданні рекомендацій уряду переглянути мінеральну політику Танзанії 1997 року та Закон "Про видобуток корисних копалин 1998 року щодо мінеральної політики Танзанії 2009 року" та Закон "Про видобуток корисних копалин 2010 року" та Положення про видобуток корисних копалин 2010 року, статути, які принесли значні переваги гірничодобувній промисловості Танзанії. З 2006 року і в різні часи він був за сумісництвом викладачем геології та геоморфології навколишнього середовища в Сокойнському університеті сільського господарства та університеті «Додома».

## Вибрані публікації

### Книги
- А. С. Мачеєкі, П. Д. Кафуму, та ін. (2020). "Прикладна геохімія: досягнення в техніці розвідки корисних копалин." 1-е видання, Ельсев'єр, 210 с.
- П. Д. Кафуму (2012). "Moyo Adili Dawa ya Rushwa: Ushairi wa Ngw’izukulushilinde." ; ТОВ «Графічні рішення», 38с.
- П. Д. Кафуму (2012). "Плачучий голос: особисті роздуми." ТОВ «Графічні рішення», 96с.

### Міжнародні газети, журнали та брошури
- П. Д. Кафуму, (2020). "Геохімічний склад та походження піщаних дюн в ущелині Олдувай – Східні рівнини Серенгеті, Північна Танзанія." Науковий журнал Танзанії, 46 (2), 241-253.
- П. Д. Кафуму, (2019). "Інвестуйте в країну Танзаніт." 39-й саміт SADC, журнал "Танзанія", 17-18 серпня 2019 року, 33-34.
- П. Д. Кафуму, (2005). "Золоте повернення для Танзанії: Гірничий журнал" 193 (2) (с.20-30).
- П. М. Семківа, П. Д. Кафуму, та ін. ( Ред.) (2005). "Танзанія: - можливості розвитку мінеральних ресурсів." Міністерство енергетики та корисних копалин; Об’єднана Республіка Танзанія. Дар-ес-Салам.
- П. Д. Кафуму, (2004). "Танзанія: Шість шахт за шість років." Журнал "Значення", Лондон, 4 червня 2004 р. ; (ст18 - 20).
- П. Д. Кафуму, (2004). "Палеокліматологічне значення рівнів палеозолу, що спостерігаються в міоцен - плейстоценовій стратиграфії долини Манонга - Вембере в Центральній Танзанії." Епізоди 27 (2), 107 - 111.
- П. Д. Кафуму та Р. Паепе, (2003). "Четвертинна стратиграфія та пов'язана з нею викопна фауна та флора району Голілі", ПН Танзанія. Журнал африканських наук про Землю 36, 245 - 250.
- П. Д. Кафуму, Р. Паепе, та ін. , (2003). "Червоні ґрунти на Землі та їх значення для Марса"; У роботі Річарда Б. Гувера, Олексія Ю. Разанова та Роланда Пеепе (ред.) "Інструменти, методи та місії з астробіології"; Праці SPIE, том 4859, с. 93 –107.
- П. Д. Кафуму, (2002). Дискусія: «Мінералогія та хімія бентонітових родовищ Мінджінгу, озера Маняра, Північна Танзанія» [За MKD Mutakyahwa, том 34 (3–4) с. 213 - 221], Журнал африканських наук про землю 35 (4) 523.
- Ван Оверлуп, І. Р. Пфепе, П. Д. Кафуму, (1998). "Четвертинна геологія навколо Великих озер у Центральній Африці: Плювіали та Інтерплювіали не є еквівалентом льодовиків та міжледників." У Г. Демаррі, Дж. Александра та М. Де Даппера (ред.); "Кліматологія, метеорологія та гідрологія на згадку про Франца Бултона." (1924–1995) с. 142 - 175. Брюссель; Королівський метеорологічний інститут Бельгії та Королівська академія заморських наук, Брюссель, Бельгія.
- С. Мугонго, П. Д. Кафуму, (1996). "Технічні примітки ; Список геологічних об’єктів (гео-сайтів) зі Східної Африки"; 9ст; Список світової геологічної спадщини: ЮНЕСКО".